# تاتیانا شیکینا
تاتیانا شیکینا (انگلیسی: Tatiana Sheykina؛ زادهٔ ۱۴ نوامبر ۱۹۹۱) بازیکن فوتبال اهل روسیه است.
وی همچنین در تیم ملی فوتبال زنان روسیه بازی کرده‌است.